# Олимпийский комплекс Макао
Эштадиу Кампу Дишпортиву (порт. Estádio Campo Desportivo, кит. трад. 澳门运动场, упр. 澳門運動場, пиньинь Àomén Yùndòngchǎng) — многофункциональный стадион на острове Тайпа, в бывшей португальской колонии Макао, ныне принадлежащей Китайской Народной Республике. После проведения в 2005 году реконструкции, он был переименован в «Олимпийский комплекс Макао».
«Олимпийский комплекс Макао» крупнейший на Макао спортивный комплекс. Чаще его называют Стадион Макао, так как это крупнейшее строение, которое комплекс включает в себя. Вокруг поля с травяным покрытием расположены: восьмидорожечный атлетический трек, зона для прыжков в длину, крытый сектор трибун на 900 мест, хоккейная площадка, тренировочная беговая дорожка и несколько теннисных кортов.
В 2005 году, чтобы удовлетворить потребность в количестве мест для проведения Восточно-Азиатских Игр, была проведена капитальная реконструкция западных и восточных трибун. До реконструкции единственной крытой частью стадиона была западная трибуна, остальные трибуны были под открытым небом. После реконструкции вместимость стадиона составляет около 16 00- сидячих мест.
С самого открытия Стадиона Макао он стал домашней площадкой для сборной Макао по футболу. На нём проводились все домашние встречи сборной и также все основные соревнования по атлетике. После открытия на нём проводилось несколько дружеских матчей высшего уровня, таких как матчи Китай-Португалия в 2002, Барселона—Шэньчжэнь в 2005, Манчестер Юнайтед—Шэньчжэнь в 2007, Челси—Гунчжоу Эвергранде.
В основном стадион используется для футбольных и атлетических соревнований.